# Movimiento curvilíneo
Se conoce como movimiento SIRCULINEO es

ollo 
P
```
 movimiento que es 
parabólico
, 
oscilatorio
 o 
circular
.
[
1
]
```

Cuando se conoce la trayectoria a lo largo de la cual viaja una partícula, es conveniente describir el movimiento por medio de los ejes de coordenadas n y t, los cuales actúan de manera normal y tangente a la trayectoria, respectivamente, y en el instante considerado tienen su origen localizado en la partícula. Si su trayectoria es curva este movimiento puede ser elíptico.

## Movimiento plano
Considera que una partícula que se desplaza en un plano a lo largo de una curva fija, en un instante dado esta estará en la posición s, medida con respecto al punto O. Considere un sistema de coordenadas con su origen en un punto fijo de la curva, y en el instante considerado este origen coincide con la ubicación de la partícula. El eje t es tangente a la curva en el punto y es positivo en la dirección de s creciente. El eje normal n es perpendicular al eje t con su sentido positivo dirigido hacia el centro de curvatura. El plano que contiene los ejes n y t se conoce como plano abrazador u osculonte y en este caso está fijo en el plano del movimiento.

## Velocidad
Como la partícula se mueve, s es una función del tiempo. La dirección de la velocidad v de la partícula siempre es tangente a la trayectoria, y su magnitud se determina por la derivada con respecto al tiempo de la función de la trayectoria s=s(t), es decir, v=ds/dt
| {\displaystyle V=vu_{f}} |

Supongamos que el movimiento tiene lugar en el plano XY, Situamos un origen, y unos ejes, y representamos la trayectoria del móvil, es decir, el conjunto de puntos por los que pasa el móvil. Las magnitudes que describen un movimiento curvilíneo son:
Vector posición r en un instante t.
Cine_10.gif (2821 bytes) 	Como la posición del móvil cambia con el tiempo. En el instante t, el móvil se encuentra en el punto P, o en otras palabras, su vector posición es r y en el instante t' se encuentra en el punto P', su posición viene dada por el vector r'.
Diremos que el móvil se ha desplazado Dr=r’-r en el intervalo de tiempo Dt=t'-t. Dicho vector tiene la dirección de la secante que une los puntos P y P'.
Vector velocidad
	El vector velocidad media, se define como el cociente entre el vector desplazamiento Dr y el tiempo que ha empleado en desplazarse Dt.
El vector velocidad media tiene la misma dirección que el vector desplazamiento, la secante que une los puntos P y P1 cuando se calcula la velocidad media <v1> entre los instantes t y t1.
Cine_12.gif (2647 bytes) 	El vector velocidad en un instante, es el límite del vector velocidad media cuando el intervalo de tiempo tiende a cero.
Como podemos ver en la figura, a medida que hacemos tender el intervalo de tiempo a cero, la dirección del vector velocidad media, la recta secante que une sucesivamente los puntos P, con los puntos P1, P2....., tiende hacia la tangente a la trayectoria en el punto P.
En el instante t, el móvil se encuentra en P y tiene una velocidad v cuya dirección es tangente a la trayectoria en dicho punto.
Vector aceleración
Cine_13.gif (3324 bytes) En el instante t el móvil se encuentra en P y tiene una velocidad v cuya dirección es tangente a la trayectoria en dicho punto.
En el instante t' el móvil se encuentra en el punto P' y tiene una velocidad v'.
El móvil ha cambiado, en general, su velocidad tanto en módulo como en dirección, en la cantidad dada por el vector diferencia Dv=v’-v.
Se define la aceleración media como el cociente entre el vector cambio de velocidad Dv y el intervalo de tiempo Dt=t'-t, en el que tiene lugar dicho cambio.
Y la aceleración a en un instante
Resumiendo, las ecuaciones del movimiento curvilíneo en el plano XY son
La primera fila corresponde, a las ecuaciones de un movimiento rectilíneo a lo largo del eje X, la segunda fila corresponde, a las ecuaciones de un movimiento rectilíneo a lo largo del eje Y, y lo mismo podemos decir respecto del eje Z.
Por tanto, podemos considerar un movimiento curvilíneo como la composición de movimientos rectilíneos a lo largo de los ejes coordenados.

## Aceleración
La aceleración de la partícula es el cambio de la velocidad con respecto al tiempo. Por tanto si
| {\displaystyle a=a_{t}u_{t}+a_{n}u_{n}} |